# Біла дорога
«Біла дорога» — радянський художній фільм 1974 року, знятий на кіностудії «Таджикфільм».

## Сюжет
Молодий художник переживає важкий час. Незважаючи на те, що він з успіхом закінчив інститут і перші роботи отримали визнання, живописець поступово приходить до переконання, що все, що він робить, — непотрібне і безглузде. І він наважується на від'їзд з Москви. Опинившись на Памірській метеостанції, він знайомиться з молодими співробітниками Геною і Танею. Гена любить дівчину віддано і беззавітно. Але та їде, полюбивши шофера Далера, і ледь не гине по дорозі. Генка з друзями кидається їй на допомогу. Ставши мимовільним учасником цих подій, переживши їх, як свої власні, художник повертається в своє рідне місто.

## У ролях
- Олена Драпеко — Таня
- Вадим Яковлєв — Гена
- Світлана Старикова — попутниця
- Хабібулло Абдуразаков — шофер Далер
- Бімболат Ватаєв — Мурад
- Ато Мухамеджанов — Ібрагім
- Марія Постникова — дружина художника
- Віктор Приз — художник
- Сергій Торкачевський — Льоша
- Ігор Комаров — Вітас
- Нозукмо Шомансурова — епізод
- Марат Хасанов — епізод
- Мушарафа Касимова — епізод

## Знімальна група
- Режисер — Гарнік Аразян
- Сценарист — Едуард Карпухін
- Оператор — Всеволод Симаков
- Композитор — Євген Крилатов
- Художник — Гурген-Гога Мірзаханов